# Jérémy Chatelain
Jérémy Chatelain (Créteil, 19 oktober 1984) is een Franse zanger.
Jérémy bracht zijn jeugd door in Étiolles. Samen met zijn drie jaar oudere broer, Julien, en zijn zeven jaar jongere zusje, Amandine. Op zijn vijfde jaar begint hij met piano spelen, wat later gaat hij ook drum spelen. Toen hij tien jaar was schreef hij zijn eerste liedjes en begon met het deejayen van Hip Hop.
In 2002 verliet hij school om mee te kunnen doen met de tweede editie van de Franse televisieshow Star Academy. Hij is dan nog geen achttien, wat de minimumleeftijd is voor Star Academy, maar aarzelt niet om over zijn leeftijd te liegen. Wanneer dit wordt ontdekt mag hij nog wel deelnemen en wordt besloten de minimumleeftijd te verlagen. Hij wordt tijdens de show uitgeschakeld, maar op 28 februari 2003 brengt hij zijn eerste single "Laisse-Moi" uit. Deze bereikt de tiende plek van de Franse top 50. Zijn tweede single "Belle histoire" komt uit in juli 2003 en Zijn album "Jérémy Chatelain" komt uit op 28 oktober 2003, tegelijk met de derde single Vivre ça, waarvan Jérémy's eerste clip wordt gemaakt.
Bij de Eurobest tour, samen met de kandidaten van Star Academy 2, op 25 maart 2003, ontmoet hij de Franse zangeres Alizée. Met haar trouwt hij op 6 november 2003 in Las Vegas. In 2004 lanceert hij zijn eigen kledingmerk "Sir Sid". In 2005 werd zijn dochter geboren. In dit jaar werkt hij ook aan zijn tweede album, dat 13 maart 2006 is verschenen.
In 2007 werkt hij aan het lied van de Franse versie van High School Musical 2. Ook zou hij werken aan een derde album.
Hij heeft ook gewerkt aan het derde album van Alizée, Psychédélices, dat 3 december 2007 verscheen.

## Discografie
Albums
- Jérémy chatelain (2003)
- Variétés françaises (2006)

Singles
- Laisse-moi (2003)
- Belle histoire (2003)
- Vivre ça (2003)
- J'aimerai (2004)
- Je m'en fous (2004, niet in verkoop gebracht)
- Katmandou (2006, niet in verkoop gebracht)
- Variété Française (2006, niet in verkoop gebracht)
- J'veux Qu'on M'enterre (2006, niet in verkoop gebracht)

- Bibliothèque nationale de France: cb144957937 (data)
- International Standard Name Identifier: 0000 0003 7183 1947
- Library of Congress Control Number: n2013015064
- MusicBrainz: af464d38-4d1e-402c-ba07-8046daed6e7e
- Système universitaire de documentation: 077720539
- Virtual International Authority File: 29761917